# Sphaerirostris physocoracis
Sphaerirostris physocoracis är en hakmaskart som först beskrevs av Pietro Porta 1913.  Sphaerirostris physocoracis ingår i släktet Sphaerirostris och familjen Centrorhynchidae. Inga underarter finns listade i Catalogue of Life.